# Determinanta
U matematici je determinanta skalar svojstven kvadratnoj matrici koji ima mnoga korisna svojstva u linearnoj algebri. Označava se obično s {\displaystyle \det A} ili {\displaystyle |A|}. Determinanta matrice koja je zadana svojim elementima može se označiti tako da se umjesto uglatih zagrada matrice napišu ravne zagrade determinante.

## Formula
Za 2×2 matricu determinanta iznosi:
{\displaystyle \det {\begin{bmatrix}a&b\\c&d\end{bmatrix}}={\begin{vmatrix}a&b\\c&d\end{vmatrix}}=ad-bc.}
Za 3×3 matricu Laplaceova formula glasi:
{\displaystyle {\begin{vmatrix}a&b&c\\d&e&f\\g&h&i\end{vmatrix}}=a{\begin{vmatrix}e&f\\h&i\end{vmatrix}}-b{\begin{vmatrix}d&f\\g&i\end{vmatrix}}+c{\begin{vmatrix}d&e\\g&h\end{vmatrix}}}
što se može dalje pojednostaviti u Leibnizovu formulu:
{\displaystyle {\begin{aligned}{\begin{vmatrix}a&b&c\\d&e&f\\g&h&i\end{vmatrix}}&=a(ei-fh)-b(di-fg)+c(dh-eg)\\&=aei+bfg+cdh-ceg-bdi-afh.\end{aligned}}}

### n×nmatrice
Generalna Leibnizova formula za n×n matrice glasi:
{\displaystyle \det \ [a_{ij}]=\sum _{\sigma \in S_{n}}\left(\operatorname {sgn}(\sigma )\prod _{i=1}^{n}a_{i,\sigma _{i}}\right)}
gdje suma iterira po elementima σ od skupa Sn koji sadrži permutacije skupa {1, 2, ..., n}. Funkcija sgn označava parnost permutacije, te daje +1 ako se ta permutacija može dobiti iz permutacije [1 2 3 ... n] parnim brojem zamjena mjesta dvaju brojeva u permutaciji (tj. ako je permutacija parna), a -1 ako neparnim. σi iznačava i-ti broj u toj permutaciji. Primjerice, ako imamo permutaciju σ = [1 3 2 4], σ1 = 1, σ2 = 3, σ3 = 2, σ4 = 4. Kako zamjenom drugog i trećeg elementa dobivamo [1 2 3 4], tako je ta permutacija neparna i sgn(σ) = -1.
Produkt {\displaystyle \prod _{i=1}^{n}a_{i,\sigma _{i}}} označava umnožak n elemenata matrice tako da je iz i-tog reda odabran element u σi-tom stupcu. Tako za permutaciju [1 3 2 4] uzimamo umnožak a11a23a32a44 (te ga ne zbrajamo nego oduzimamo jer se radi o neparnoj permutaciji, kao što je ranije napomenuto). Prolazeći kroz elemente Sn formula prolazi kroz sve načine kako odabrati n elemenata tako da je točno po jedan iz svakog reda i svakog stupca.
Primjenom ove formule na 2×2 i 3×3 matrice dobivaju se pojednostavljene formule za determinante tih matrica koje su navedene gore.

### Pomoću minora
Determinanta se može izračunati i rekurzivno, računanjem determinanti minora matrice. Minora n×n matrice je (n-1)×(n-1) matrica koju dobivamo tako da odstranimo jedan redak i jedan stupac početne matrice. Ovako determinantu računamo tako da za svaki element u jednom redu (ili stupcu) izračunamo determinantu minore koja ne sadrži redak i stupac u kojem je taj element, te ju pomnožimo s dotičnim elementom. Dobivene umnoške naizmjence zbrajamo i oduzimamo. Prvi element se pribraja, drugi oduzima, treći pribraja itd. ako smo računali minore po elementima neparnog reda ili stupca matrice, a inače se prvi element oduzima, drugi pribraja, treći oduzima itd.
Primjer za ovakav način računanja determinante je gore navedena Laplaceova formula za determinantu 3×3 matrice, gdje se za računanje koriste determinante 2×2 minora dobivene odstranjivanjem elemenata u 1. redu 3×3 matrice.

## Svojstva
- Determinanta jedinične matrice iznosi 1.

{\displaystyle \det I=1}
- Transpozicija matrice ne mijenja determinantu.

{\displaystyle \det A^{T}=\det A}
- Determinanta inverza matrice je recipročna vrijednost determinante originalne matrice.

{\displaystyle \det A^{-1}=(\det A)^{-1}}
- Ako je matrica singularna (nema inverz), njezina determinanta iznosi 0. Inače je matrica regularna.
- Kada je definiran umnožak dvaju matrica, tada je determinanta umnoška tih matrica jednaka umnošku determinanti.

{\displaystyle \det AB=\det A\cdot \det B}
- Ako pomnožimo n×n matricu skalarom α, njezina determinanta povećava se αn puta.

{\displaystyle \det(\alpha A)=\alpha ^{n}\det A}
- Ako bilo koji red ili stupac sadrži samo nule, tada je i determinanta matrice nula.
- Ako se bilo koji red ili stupac može izraziti kao linearna kombinacija preostalih redova (odnosno stupaca), tada je determinanta matrice nula.
- Zamjenom pozicije bilo koja dva reda (ili dva stupca) determinanta se množi s -1.
- Ako bilo kojem redu (ili stupcu) dodamo linearnu kombinaciju nekih iz preostalih redova (ili stupaca), determinanta ostaje ista.
- Determinanta trokutaste matrice jednaka je umnošku elemenata na glavnoj dijagonali.